# Facundo Echevarría
Facundo Nahuel Echevarría (Rosario, 31 luglio 2002) è un calciatore argentino, attaccante dell'Arsenal Sarandí in prestito dal Defensa y Justicia.

## Carriera
Echevarría è cresciuto nel settore giovanile del Defensa y Justicia, con cui ha debuttato in prima squadra il 2 gennaio 2021 nell'incontro di Copa Diego Armando Maradona perso 3-0 contro il Rosario Central. Il 26 gennaio 2023 ha firmato il primo contratto professionistico con il club gialloverde. ed il 23 luglio seguente ha segnato il suo primo gol in carriera in Primera División contro il San Lorenzo.

## Statistiche

### Presenze e reti nei club
Statistiche aggiornate all'11 agosto 2024.
| Stagione        | Squadra            | Campionato      | Campionato | Campionato | Coppe nazionali | Coppe nazionali | Coppe nazionali | Coppe continentali | Coppe continentali | Coppe continentali | Altre coppe | Altre coppe | Altre coppe | Totale | Totale | Totale |
| Stagione        | Squadra            | Comp            | Pres       | Reti       | Comp            | Pres            | Reti            | Comp               | Pres               | Reti               | Comp        | Pres        | Reti        | Pres   | Reti   |        |
| --------------- | ------------------ | --------------- | ---------- | ---------- | --------------- | --------------- | --------------- | ------------------ | ------------------ | ------------------ | ----------- | ----------- | ----------- | ------ | ------ | ------ |
| 2020            | Defensa y Justicia |                 | -          | -          | CA+CM           | 0+1             | 0               |                    | -                  | -                  |             | -           | -           | 1      | 0      |        |
| 2021            | Defensa y Justicia | PD              | 0          | 0          | CdL             | 2               | 0               |                    | -                  | -                  |             | -           | -           | 2      | 0      |        |
| 2022            | Defensa y Justicia | PD              | 0          | 0          | CA+CdL          | 0               | 0               | CS                 | 1                  | 0                  |             | -           | -           | 1      | 0      |        |
| 2023            | Defensa y Justicia | PD              | 2          | 1          | CA+CdL          | 0+5             | 1               | CS                 | 1                  | 0                  |             | -           | -           | 8      | 2      |        |
| 2024            | Defensa y Justicia | PD              | 4          | 0          | CA+CdL          | 0+3             | 0               | CL                 | 2                  | 0                  |             | -           | -           | 9      | 0      |        |
| Totale carriera | Totale carriera    | Totale carriera | 6          | 1          |                 | 11              | 1               |                    | 4                  | 0                  |             | -           | -           | 21     | 2      |        |